# Paquet de bateries

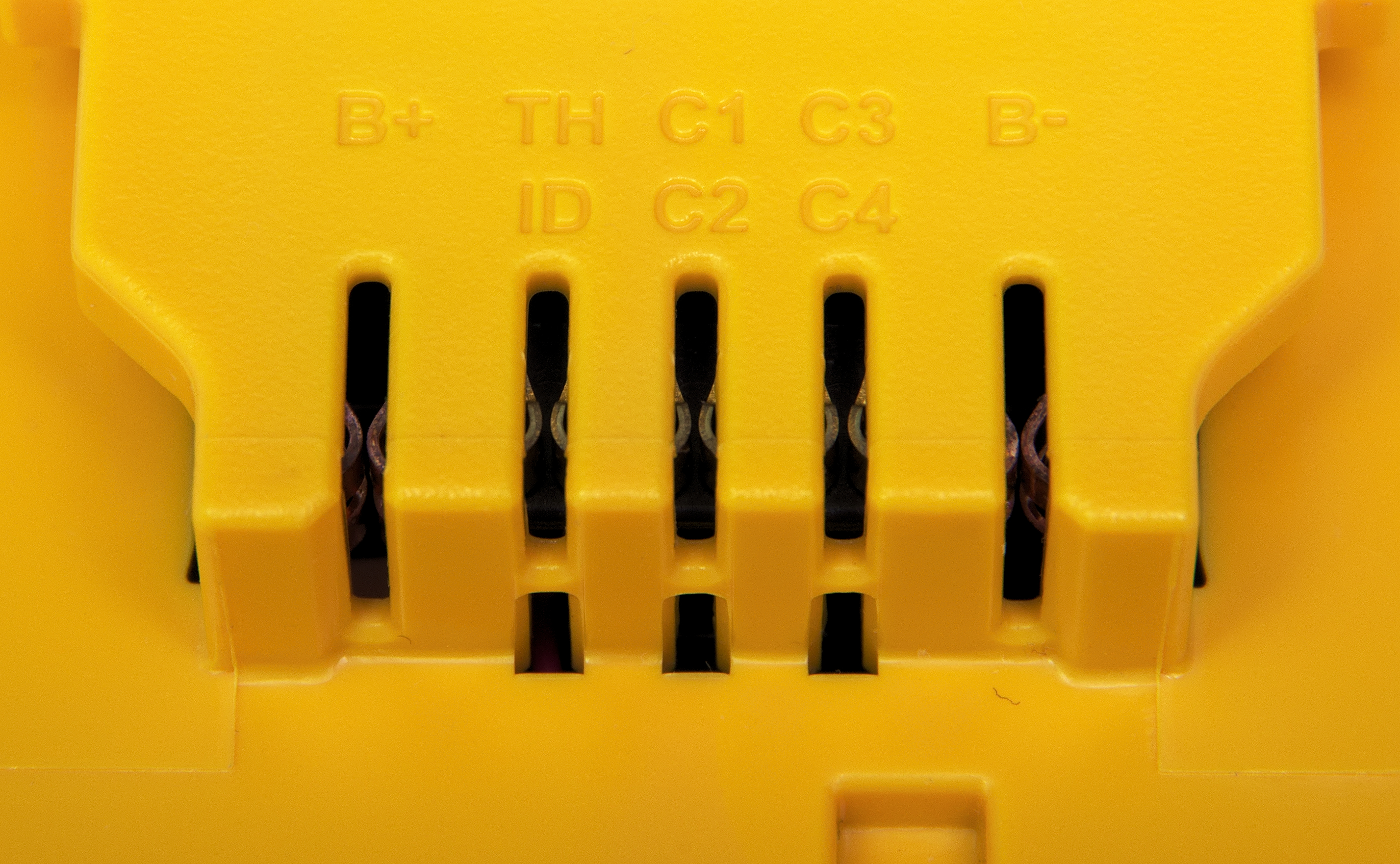
Contactes del battery pack usat en forats sense cable DeWalt 20V Max (18V XR a Europa). Els contactes C1-C4 estan connectats a les cèl·lules individuals al battery pack i els utilitza el carregador per al balanç de la bateria

Un paquet de bateries o battery pack és un conjunt de qualsevol nombre de bateries (preferiblement) idèntiques o cèl·lules individuals. Poden configurar-se en sèrie, en paral·lel o en una combinació de tots dos per subministrar el voltatge i el corrent desitjats. El terme paquet de bateries s'usa sovint en referència a eines sense fil, joguines de radiocontrol i vehicles elèctrics
Els components dels paquets de bateries inclouen les bateries o cèl·lules individuals i les interconnexions que proporcionen conductivitat elèctrica entre elles. Els paquets de bateries recarregables solen contenir sensors de voltatge i temperatura, que el carregador utilitza per detectar el final de la càrrega. Les interconnexions també es troben a les bateries, ja que són la part que connecta cada cel·la, encara que les bateries generalment només s'organitzen en cadenes en sèrie.
Quan un paquet conté grups de cèl·lules en paral·lel, hi ha diferents configuracions de cablatge que tenen en compte l' equilibri elèctric del circuit. Els sistemes de gestió de bateries s'utilitzen de vegades per equilibrar les cèl·lules i mantenir els seus voltatges per sota d'un valor màxim durant la càrrega, permetent així que les bateries més febles es carreguin del tot, restablint així l'equilibri del paquet. L'equilibri actiu també pot realitzar-se mitjançant dispositius d'equilibri de bateries que transfereixen energia de les cèl·lules fortes a les més febles en temps real per a un millor equilibri. Un paquet ben equilibrat dura més i ofereix un millor rendiment.
Per a un encapsulat en línia, se seleccionen cèl·lules i s'apilen soldant-les entre si. Les cèl·lules es pressionen entre si i un pols de corrent genera calor per soldar-les i totes les connexions internes.

## Càlcul de l'estat de càrrega

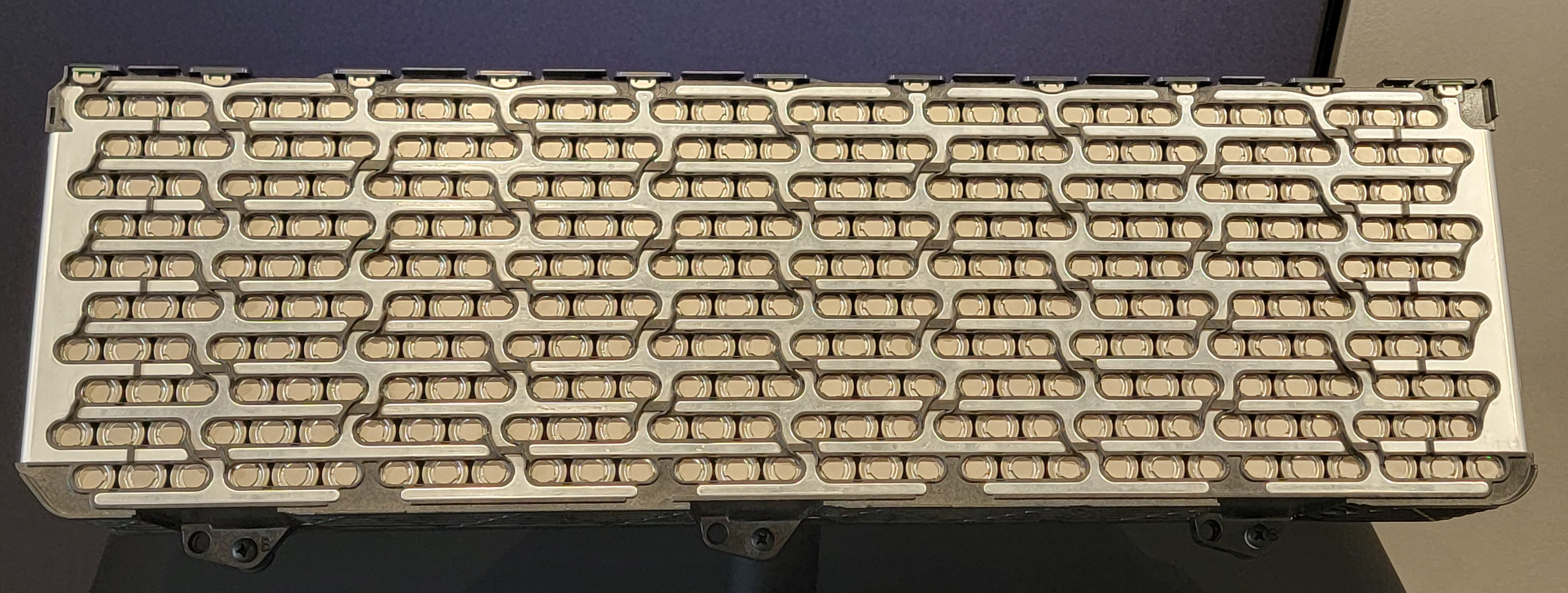
Paquet de bateries de ions de liti per a Lucid Motors

El SOC (State of charge) és la mesura de la quantitat de càrrega restant. El SOC no es pot determinar amb un simple mesurament de voltatge, ja que el voltatge terminal d'una bateria pot romandre pràcticament constant fins a baixar-lo complet. En alguns tipus de bateria, la gravetat específica de l'electròlit pot estar relacionada amb l'estat de càrrega, però això no és mesurable a les cèl·lules típiques d'un paquet de bateries ni es relaciona amb l'estat de càrrega a la majoria dels tipus de bateries. La majoria dels mètodes de SOC tenen en compte el voltatge i el corrent, així com la temperatura i altres aspectes del procés de càrrega i descàrrega per, en essència, calcular l'augment o la disminució dins una capacitat predefinida del paquet.[ Els sistemes més complexos destimació de lestat de càrrega consideren lefecte Peukert, que relaciona la capacitat de la bateria amb la velocitat de descàrrega.

### Taula: Voltatge vs.% de càrrega per a packs de 3 a 7 subgrups d'elements
| Càrrega | 3S (11.1 V) | 4S (14.8 V) | 5S (18.5 V) | 6S (22.2 V) | 7S (25.9 V) |
| ------- | ----------- | ----------- | ----------- | ----------- | ----------- |
| 100 %   | 12.6 V      | 16.8 V      | 21.0 V      | 25.2 V      | 29.4 V      |
| 90 %    | 12.4 V      | 16.5 V      | 20.6 V      | 24.8 V      | 28.9 V      |
| 80 %    | 12.2 V      | 16.2 V      | 20.2 V      | 24.4 V      | 28.4 V      |
| 70 %    | 12.0 V      | 15.8 V      | 19.8 V      | 24.0 V      | 27.9 V      |
| 60 %    | 11.8 V      | 15.5 V      | 19.4 V      | 23.6 V      | 27.4 V      |
| 50 %    | 11.6 V      | 15.2 V      | 19.0 V      | 23.2 V      | 26.9 V      |
| 40 %    | 11.4 V      | 14.8 V      | 18.6 V      | 22.8 V      | 26.4 V      |
| 30 %    | 11.2 V      | 14.5 V      | 18.2 V      | 22.4 V      | 25.9 V      |
| 20 %    | 11.0 V      | 14.2 V      | 17.8 V      | 22.0 V      | 25.4 V      |
| 10 %    | 10.8 V      | 13.8 V      | 17.4 V      | 21.6 V      | 24.9 V      |
| 0 %     | 9.0 V       | 12.0 V      | 15.0 V      | 18.0 V      | 21.0 V      |

## Avantatges

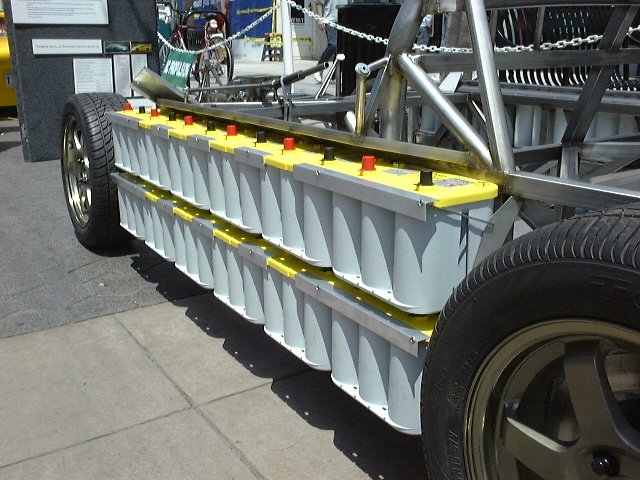
Paquet de bateries de plom-àcid per a automòbil compost per 28 Optima Yellow Tops

Un dels avantatges d'un paquet de bateries és la facilitat per intercanviar-les dins o fora d'un dispositiu. Això permet que diversos paquets ofereixin més autonomia, alliberant el dispositiu per a un ús continu mentre es carrega el paquet extret per separat.
Un altre avantatge és la flexibilitat del disseny i la implementació, permetent l'ús de cèl·lules o bateries d'alta producció i més barates per combinar-les en un paquet per a gairebé qualsevol aplicació.
Al final de la vida útil del producte, les bateries es poden treure i reciclar per separat, cosa que redueix el volum total de residus perillosos.

## Desavantatges
Els paquets solen ser més fàcils de reparar o manipular per als usuaris finals que una bateria o cel·la segellada inservible. Si bé alguns podrien considerar això un avantatge, és important prendre precaucions de seguretat en fer el manteniment d'un paquet de bateries, ja que representen un perill potencial d'incendi, risc químic i elèctric.

## Gestió i equilibrat de cèl·lules

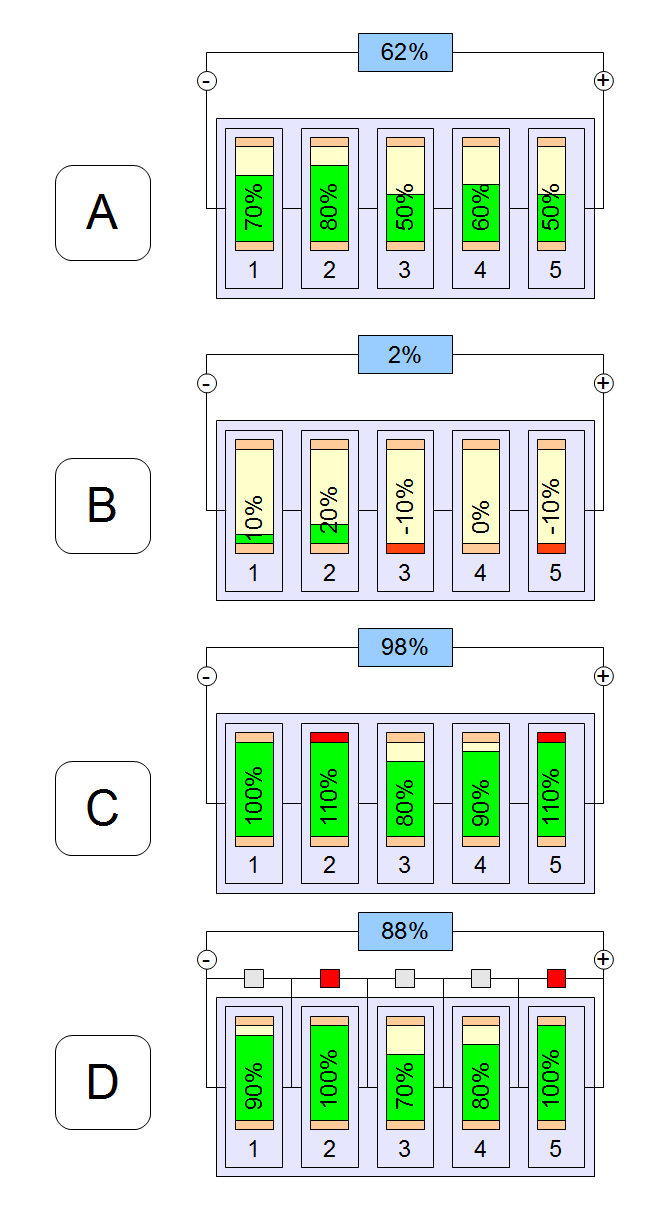
Diferents estats de càrrega a una bateria. La cel·la 5 té menor capacitat. La cel·la 5 té una alta taxa d'autodescàrrega.

El sistema d'equilibrat de bateria, ( Battery Management System, BMS) fa referència a les tècniques que maximitzen la capacitat duna bateria de tenir tota la seva energia disponible per al seu ús i augmentar la longevitat de la bateria  es poden classificar segons la ubicació i les funcions:

#### BMS al carregador
Aquest tipus de sistema està fora del paquet de bateries i forma part del circuit de càrrega. La seva funció principal és controlar el procés de càrrega, incloent-hi el tall per sobrevoltatge, la limitació de corrent i, en alguns casos, l'equilibrat passiu de les cèl·lules. És comú en carregadors externs per a bateries de liti.
Avantatges: fàcil manteniment, possibilitat d'actualització independent.
Limitacions: no protegeix durant la descàrrega ni en repòs.

#### BMS incorporat
Està integrat dins del propi paquet de bateries. Supervisa contínuament l'estat de cada cel·la, controla la càrrega i la descàrrega, protegeix contra sobretemperatura, curtcircuits i desequilibris de voltatge. Hi ha dels següents tipus:
- Centralitzat : una sola unitat controla totes les cèl·lules.
- Distribuït : cada cel·la o mòdul té el seu propi controlador.
- Modular : combina aspectes dels anteriors, permetent escalabilitat.
- Integrat : embegut al paquet, ideal per a dissenys compactes.

### Equilibrat de les cèl·lules
Les cèl·lules individuals d'un paquet de bateries presenten lleugeres diferències de capacitat per variacions de fabricació, envelliment, muntatge o condicions tèrmiques. Aquestes diferències provoquen que, després de diversos cicles de càrrega i descàrrega, les cèl·lules assoleixin estats de càrrega (State of Charge, SOC) diferents. Un BMS complet pot incloure lʻequilibrat actiu, així com el control de la temperatura, la càrrega i altres funcions per maximitzar la vida útil dʻuna bateria.
L'equilibri de la bateria es pot fer mitjançant convertidors DC-DC, en una de tres topologies:
- Cel·la a bateria : energia transferida des d'una cel·la al conjunt.
- Bateria a cel·la : energia redistribuïda des del conjunt a cèl·lules individuals.
- Bidireccional : permet flux d'energia en ambdós sentits.

L'equilibrat cerca igualar el SOC entre cèl·lules connectades en sèrie, maximitzant la capacitat útil i perllongant la vida del paquet. Les cèl·lules connectades en paral·lel s'equilibren naturalment, però els grups en sèrie-paral·lel requereixen balanceig actiu o passiu entre blocs.

### Regulador de bateries
Lequilibri pot ser actiu o passiu. El terme regulador de bateries sol referir-se únicament als dispositius que realitzen un equilibrat passiu.
- Equilibrat passiu : l'energia de les cèl·lules més carregades es dissipa com a calor mitjançant resistències. És simple però menys eficient.
- Equilibrat actiu : transfereix energia de les cèl·lules més carregades a les menys carregades mitjançant convertidors DC-DC, condensadors o inductors. És més eficient però complex.

### Equilibrat passiu
A l'equilibrat passiu, l'energia s'extreu de la cèl·lula més carregada i es dissipa en forma de calor, normalment a través de resistències
L'equilibri passiu iguala l'estat de càrrega en un punt fix, normalment "equilibri superior", en què totes les cèl·lules arriben al 100% de SOC alhora, o "equilibrat inferior", en què totes les cèl·lules arriben al SOC mínim alhora. Això es pot aconseguir drenant energia de les cèl·lules amb major estat de càrrega (per exemple, un curtcircuit controlat a través d'una resistència o transistor ), o derivant energia a través d'una ruta en paral·lel amb una cel·la durant el cicle de càrrega, de manera que la cel·la consumeixi menys corrent (normalment constant regulada). L'equilibrat passiu és inherentment malbaratador, ja que part de l'energia del pack es gasta en forma de calor per igualar l'estat de càrrega entre les cel·les. L'acumulació de calor residual també pot limitar la velocitat a què es pot produir l'equilibri.

### Equilibrat actiu
L'equilibrat actiu sol operar amb potències molt menors que les de càrrega/descàrrega del paquet complet, però millora significativament l'eficiència i la durabilitat. A l'equilibri actiu, l'energia s'extreu de la cèl·lula més carregada i es transfereix a les cèl·lules menys carregades, normalment a través de convertidors basats en condensadors, inductors o DC-DC.
L'equilibrat actiu intenta redistribuir l'energia de les cèl·lules amb càrrega completa a les que tenen un estat de càrrega inferior. L'energia es pot purgar d'una cèl·lula amb un SOC més alt connectant un condensador de reserva en circuit amb la cèl·lula, desconnectant després el condensador i tornant-lo a connectar a una cèl·lula amb un SOC més baix, o mitjançant un convertidor CC-CC connectat a tot el pack. A causa de les ineficiències, part de l'energia se segueix desaprofitant en forma de calor, però no en la mateixa mesura. Malgrat els avantatges evidents, el cost addicional i la complexitat d'una topologia d'equilibrat actiu poden ser considerables i no sempre tenen sentit en funció de l'aplicació.
Una altra variant utilitzada de vegades a les bateries EAPC utilitza un connector de diverses patilles amb una resistència i un díode en sèrie a cada node: quan es coneixen les caigudes, el carregador aplica un corrent de descàrrega adequat o carrega les cèl·lules febles fins que totes tenen la mateixa tensió al terminal carregat. Això té lavantatge de reduir lleugerament el pes del paquet i disminuir el consum paràsit, a més de permetre lequilibri multipunt.

## Tecnologia dels paquets de bateries
Els packs de bateries necessiten un balancejat de bateria, que és una tècnica que maximitza la capacitat duna bateria de tenir tota la seva energia disponible per al seu ús i augmentar la longevitat de la bateria  Normalment el regulador de bateria és un dispositiu incorporat dins del paquet de bateries que duu a terme l'equilibri de la bateria. La majoria dels packs de bateries moderns utilitzen bateries d'ions de lit que ofereixen:
- Major densitat energètica.
- Menor pes.
- Absència defecte memòria.
- Càrrega ràpida i vida útil perllongada.

Els fabricants d'eines elèctriques ofereixen bateries amb diferents voltatges per adaptar-se a diverses aplicacions. Aquests voltatges determinen la potència i l'autonomia de l'eina. Les bateries de més voltatge solen utilitzar-se en aplicacions més exigents, com perforació en formigó o tall de materials durs. A continuació es presenten els voltatges més comuns:
| Fabricant | Model             | Voltatge  | Capacitat (Ah) | Tipus de BMS | Observacions                                   |
| --------- | ----------------- | --------- | -------------- | ------------ | ---------------------------------------------- |
| Bosch     | PBA 12V 2.5Ah     | 12V       | 2.5            | Extern       | Ús domèstic, sistema Power for All             |
| Bosch     | GBA 18V 5.0Ah     | 18V       | 5.0            | Intern       | Professional, tecnologia CoolPack              |
| Bosch     | ProCORE 18V 8.0Ah | 18V       | 8.0            | Intern       | Alta densitat energètica, BMS intel·ligent     |
| Makita    | BL1021B           | 12V       | 2.0            | Extern       | Sèrie CXT, compacte                            |
| Makita    | BL1850B           | 18V       | 5.0            | Intern       | Sèrie LXT, amb indicador de càrrega            |
| Makita    | BL4040            | 40V       | 4.0            | Intern       | Sèrie XGT, comunicació digital bateria-màquina |
| DeWalt    | DCB124            | 12V       | 3.0            | Extern       | XR Compacta, ús professional lleuger           |
| DeWalt    | DCB184            | 18V       | 5.0            | Intern       | XR Li-Ion, compatible amb tota la gamma 18V    |
| DeWalt    | DCB546            | 18V / 54V | 6.0            | Intern       | FLEXVOLT, voltatge dual, BMS intel·ligent      |

## Arquitectura interna dels packs de bateries
La tensió nominal d'un paquet de bateries ve determinada per la quantitat de subgrups de cèl·lules de 3,7 V connectats en sèrie. Cada subgrup pot estar format per una o diverses cèl·lules en paral·lel, cosa que incrementa la capacitat (Ah) del pack.
| Voltatge nominal | Núm. de subgrups de 3,7v en sèrie | Exemple de models                                       | BMS         | Comentari                                                                          |
| ---------------- | --------------------------------- | ------------------------------------------------------- | ----------- | ---------------------------------------------------------------------------------- |
| 3,7 V            | 1                                 | Power Banks USB                                         | No requerit | Les cèl·lules estan en paral·lel; es fa servir un convertidor DC-DC de 3.7 V → 5 V |
| 10,8–12 V        | 3                                 | Black&Decker BL1510, Makita BL1013, Bosch BAT411 (PS31) | Extern      | 2 preses intermèdies per a BMS al carregador                                       |
| 14,4–16 V        | 4                                 | Makita BL1415G                                          | Extern      | 3 preses intermèdies; BMS normalment al carregador                                 |
| 18–21 V          | 5                                 | Makita BL1850B, Bosch SM31 (GSR 1800-LI)                | Intern      | 4 preses intermèdies; amb BMS integrat                                             |

La presència de preses intermèdies al cablejat del pack permet al BMS (intern o ubicat al carregador) monitoritzar i equilibrar l'estat de càrrega de cada grup de cèl·lules. Aquest balanç és fonamental en configuracions en sèrie, ja que les cèl·lules no s'equilibren automàticament com passa en paral·lel. Alguns dissenys de baix cost fan servir díodes per limitar el desequilibri entre cèl·lules, encara que aquesta tècnica ofereix protecció limitada i pot reduir la vida útil del conjunt.

## Power packs =>% de càrrega vs. Volts
| % de càrrega | 3.7 V pack | 10.1 V pack | 14.8 V pack | 18 V pack | 21 V pack |
| ------------ | ---------- | ----------- | ----------- | --------- | --------- |
| 100%         | 4.2 V      | 12.6 V      | 16.8 V      | 21.0 V    | 25.2 V    |
| 75%          | 3.9 V      | 11.7 V      | 15.6 V      | 19.5 V    | 23.1 V    |
| 50%          | 3.7 V      | 10.8 V      | 14.4 V      | 18.0 V    | 21.0 V    |
| 25%          | 3.5 V      | 10.0 V      | 13.2 V      | 16.5 V    | 18.9 V    |

## Power bank

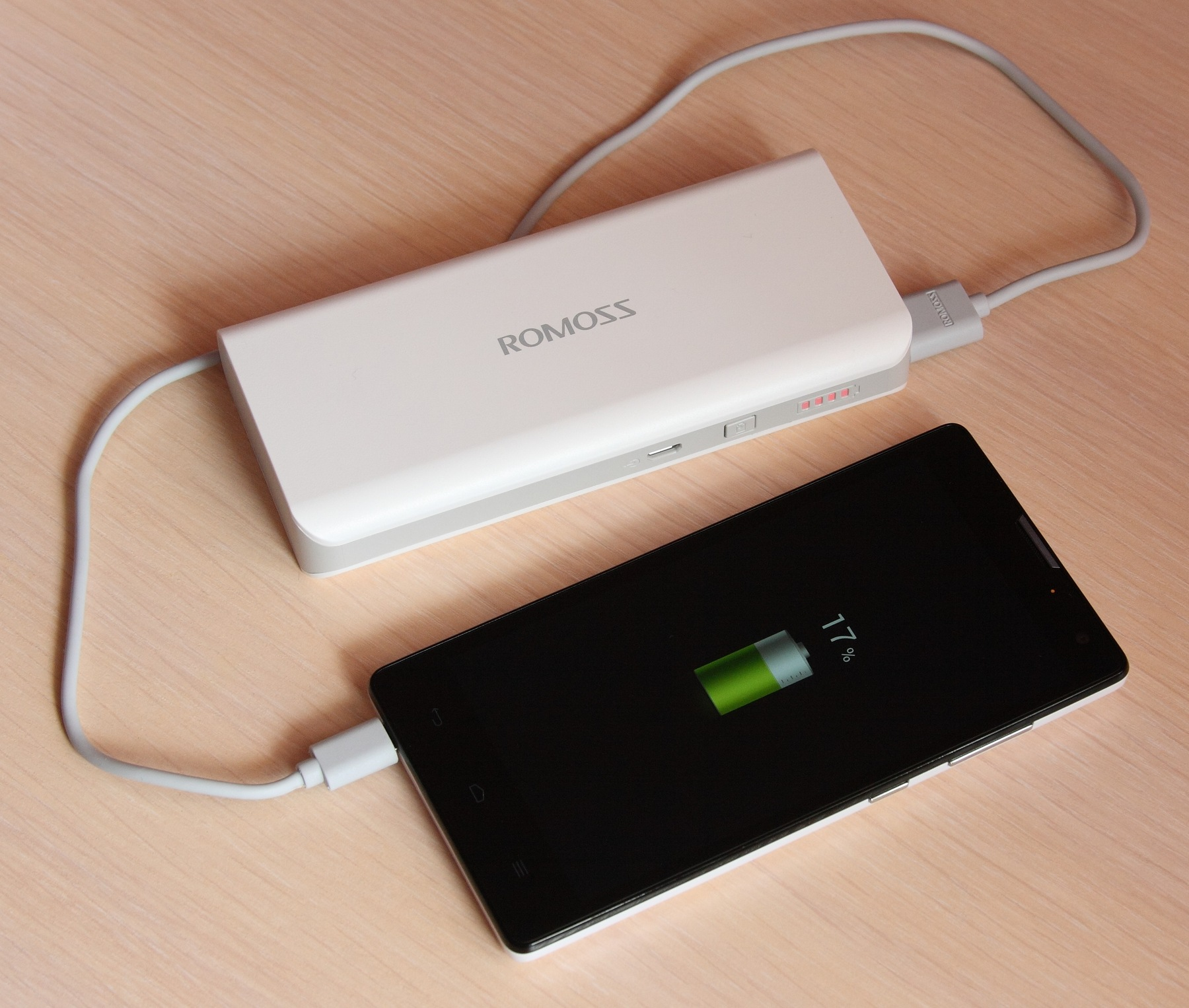
Un banc denergia portàtil que carrega un telèfon mòbil.

Un banc denergia és un dispositiu portàtil que consta duna bateria, un carregador que connecta la bateria amb la font dalimentació i una interfície de sortida per proporcionar el voltatge de sortida desitjat. Els "Power-banks" es fabriquen en diverses grandàries i generalment es basen en bateries d'ions de liti. Un banc denergia conté cèl·lules de bateria i un circuit convertidor de voltatge. El convertidor CC-CC intern gestiona la càrrega de la bateria i converteix el voltatge de la bateria al voltatge de sortida desitjat. La capacitat anunciada al producte en molts casos es basa en la capacitat de les cèl·lules internes; tanmateix, els mAh teòrics disponibles per a la sortida depenen del voltatge de sortida. El circuit de conversió té algunes pèrdues denergia, de manera que la sortida real és menor que la teòrica.
Els mAh teòrics d'un "Power-bank" amb bateria de 3.7 V amb 5 La sortida representa el 74 % de la capacitat de la bateria. Per exemple: La RavPower RP-PB41 té una capacitat anunciada de 26 800 mAh. La capacitat de càrrega a mAh que es va avaluar a la revista té una capacitat teòrica de 19.832 mAh, encara que la capacitat lliurada va ser de 15.682 mAh, 78 % del valor teòric. Els autors van atribuir la diferència a la resistència interna de la bateria ia les pèrdues del convertidor. La placa de circuit pot incloure característiques addicionals com a protecció contra sobredescàrrega, apagat automàtic i LED indicadors del nivell de càrrega. Les bateries externes poden detectar una connexió i engegar-se automàticament. Si la càrrega actual es troba per sota d'un llindar específic del model durant un temps determinat, una bateria externa es pot apagar automàticament.

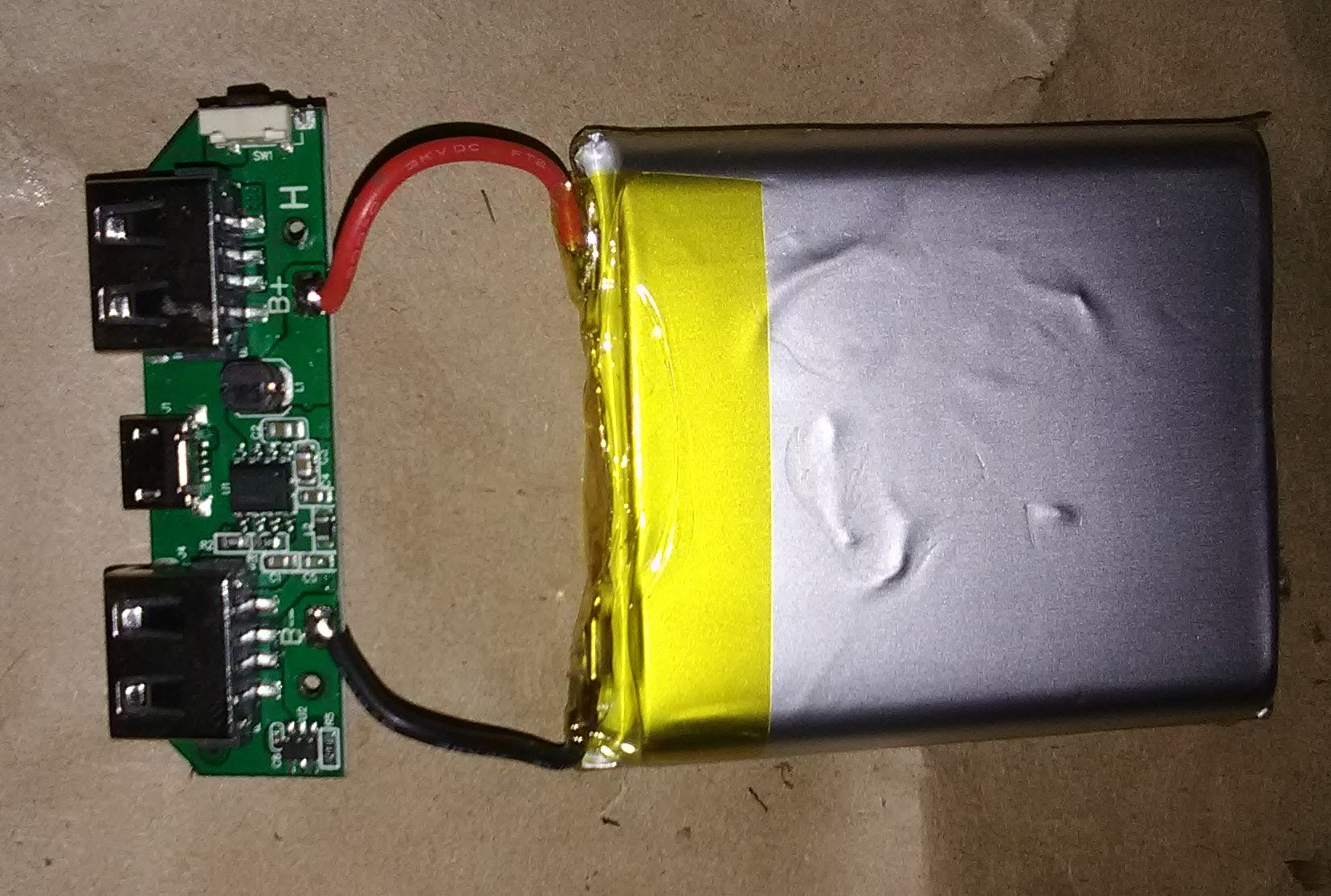
Dins un "Power-bank" de “5.000 mAh” compost per una bateria i una placa de circuit que conté el carregador i convertidor de sortida.

El banc denergia mitjana el 2023 transfereix al voltant de 2/3, o el 67% de lenergia de la bateria del banc denergia a la bateria del dispositiu que sestà carregant.
Alguns "Power-banks" poden lliurar energia sense fils, alguns estan equipats amb una llanterna LED per a una il · luminació casual de curta distància quan sigui necessari, i alguns tenen una funció de càrrega de pas que permet proporcionar energia a través dels seus ports USB mentre es carreguen simultàniament  Alguns "Power-banks" més grans tenen connectors de CC (o connectors de barril ) per a demandes de major energia, com els ordinadors portàtils

## Conversors DC-DC en packs de cèl·lules en paral·lel
Els convertidors DC-DC són circuits electrònics que modifiquen la tensió contínua (DC) d'entrada per obtenir una tensió contínua de sortida diferent. A power banks i bateries portàtils, la seva funció és clau per garantir un lliurament eficient denergia.

### Funció principal
- Adaptació de voltatge : La tensió de les cèl·lules de Li-ion sol ser de 3.7 V nominals, però molts dispositius requereixen 5 V, 9 V o fins i tot més. El convertidor DC-DC permet aquesta transformació.
- Protecció i regulació : Manté una sortida estable i segura fins i tot quan el voltatge de les cèl·lules varia durant la descàrrega.
- Compatibilitat amb protocols En power banks moderns, el convertidor es pot adaptar dinàmicament (Quick Charge, Power Delivery) per ajustar el voltatge segons el dispositiu connectat.

### Packs en paral·lel: comportament elèctric
Quan es connecten cèl·lules en paral·lel:
- Major capacitat (Ah) : L'energia total emmagatzemada se suma, però la tensió nominal segueix sent la mateixa.
- Distribució de corrent : Les cèl·lules aporten corrent de forma proporcional; això minimitza l'estrès individual si estan ben balancejades.
- Limitació : La tensió no s'eleva per si sola, per la qual cosa es requereix un convertidor DC-DC si es vol un voltatge superior.

- Mayor capacidad (Ah): La energía total almacenada se suma, pero la tensión nominal sigue siendo la misma.
- Distribución de corriente: Las células aportan corriente de forma proporcional; esto minimiza el estrés individual si están bien balanceadas.
- Limitación: La tensión no se eleva por sí sola, por lo que se requiere un conversor DC-DC si se desea un voltaje superior.

### Integració amb el convertidor DC-DC
- El convertidor se situa després del bloc de cèl·lules en paral·lel, prenent la tensió conjunta com a entrada.
- Pot ser step-up (boost) si s'eleva la tensió (de 3.7 a 5 V), o step-down (buck) si es redueix (per exemple, en certes aplicacions internes).
- Alguns models són buck-boost, adaptant-se segons necessitat.

### Característiques
| Tipus de convertidor | Entrada típica | Sortida típica | Aplicació                     |
| -------------------- | -------------- | -------------- | ----------------------------- |
| Boost                | 3.7 V          | 5 V, 9 V       | USB-A, USB-C per a càrrega    |
| Buck                 | 9 V, 12 V      | 5 V, 3.3 V     | Regulació per a MCU o sensors |
| Buck-Boost           | Variable       | Estable        | Càrrega intel·ligent          |

### Packs externs
Els packs externs són petites bateries externes que es fixen a la part del darrere del telèfon mòbil, com si fos una funda. L'energia se subministra a través dels ports de càrrega USB o sense fils. També existeixen fundes de bateria com a accessori per a empunyadura de càmera, com en el cas del Nokia Lumia 1020. Per a telèfons mòbils amb tapa posterior extraïble, existeixen bateries esteses.
Es tracta de bateries internes més grans, fixades amb una tapa posterior dedicada i més espaiosa que reemplaça la predeterminada. Un desavantatge és la incompatibilitat amb altres fundes de telèfon mentre estan fixades.
Hi ha packs externs que inclouen connectors plegables integrats al propi estoig.

### Lloguer/intercanvi

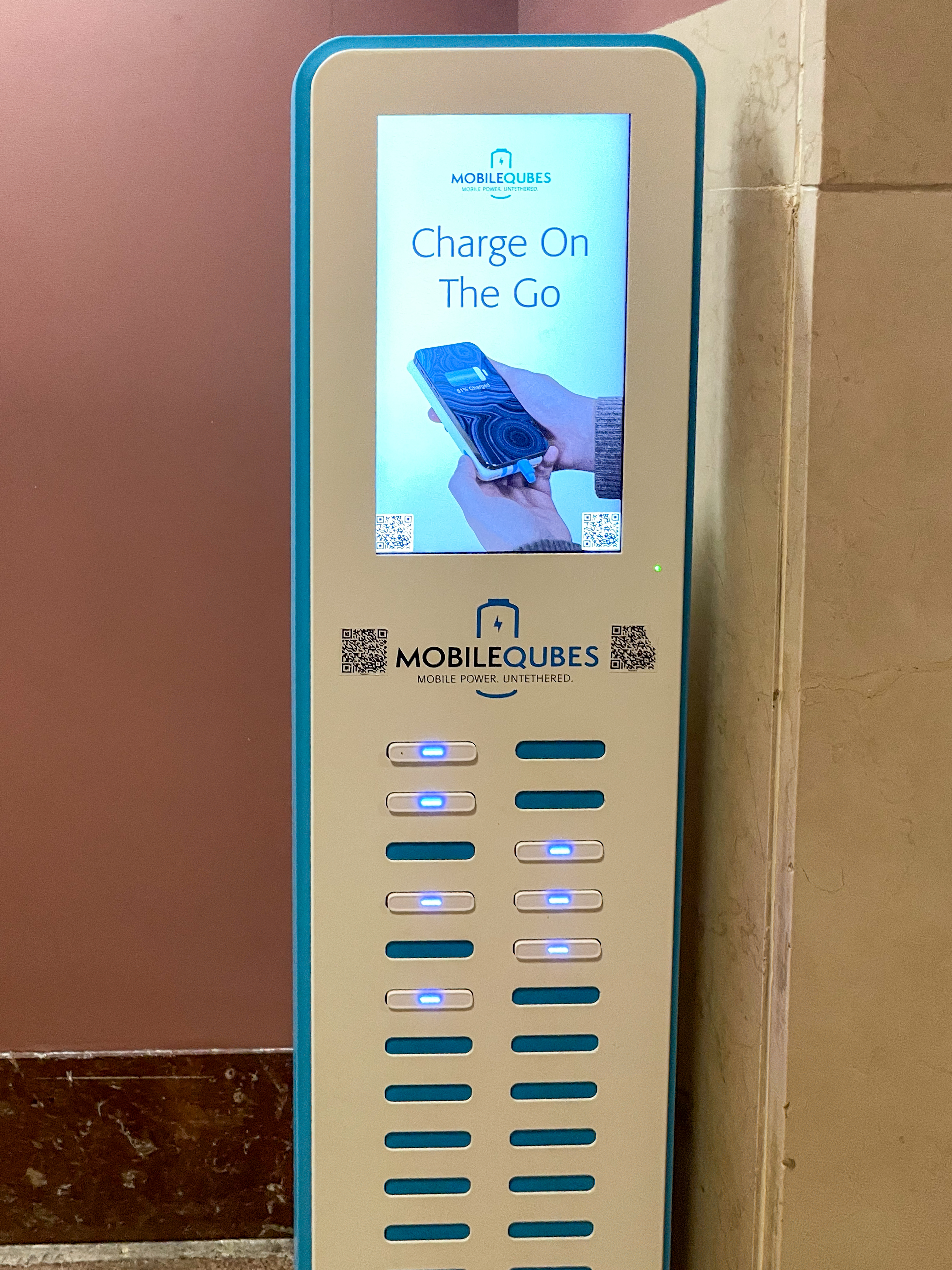
Una màquina expenedora de lloguer de "Power-banks" als Estats Units el 2024

En algunes parts del món, hi ha serveis de lloguer o subscripció de bateries externes als quioscos. Els clients paguen per lús de la bateria externa durant un període determinat i tornen la bateria descarregada al quiosc. En un cas, la marca FuelRod es va vendre a un preu elevat en diversos parcs d'atraccions amb la condició que els usuaris obtinguessin l'avantatge d'un canvi gratuït als establiments participants. FuelRod va decidir suspendre el canvi gratuït el 2019, la qual cosa va donar lloc a una demanda col·lectiva que va arribar a un acord segons el qual els primers usuaris conservarien els privilegis de canvi gratuït.

### Restricció en avions
Segons les regulacions de l'Administració Federal d'Aviació dels EE. UU., no es permeten bateries externes a l'equipatge facturat. Es permeten bateries externes de fins a 100 Wh com a equipatge de mà, i les entre 101 Wh i 160 Wh amb l'aprovació de l'aerolínia.
Després del vol 391 d'Air Busan a Corea, van sorgir preocupacions sobre les bateries externes als vols, i es van emetre noves regulacions sobre això. El govern coreà va prohibir l'ús de bateries externes en vols coreans. Al març de 2025, l'Autoritat d'Aviació Civil de Malàisia va emetre una directiva per aconsellar als passatgers que guardessin les bateries externes en el seu cos i les evitessin en els compartiments superiors. Al juny, l' Administració d'Aviació Civil de Xina va prohibir als passatgers portar bateries externes sense la Certificació Obligatòria de Xina en els vols. Al febrer de 2025, Eva Air va anunciar la prohibició de l'ús de bateries externes en els vols. AirAsia, Xina Airlines, Starlux Airlines, Singapore Airlines i Thai Airways van emetre prohibicions similars posteriorment.